# Lista över fornborgar i Uppsala kommun
Uppsala kommuns fornborgar utgör en del av ett stort antal kända fornborgar i Uppland.

## Vaksala socken
Den enda fornborgen i Vaksala socken ligger cirka fem kilometer nordost om Uppsala, nära Länsväg 288. Den är 200 × 90–150 meter stor och belägen på ett berg med branta sluttningar i nordväst, sydväst och öster och en svagt sluttande sida i väster. Utmed krönkanterna samt i sluttningarna och svackorna i berget löper en cirka 250 meter lång stenmur. Muren är 1–5 meter bred och 0,3–0,8 meter hög och delvis försedd med kallmur. Borgen delas av en 75 meter lång, 2–5 meter bred och upp till en meter hög stenmur i den mellersta delen. (Vaksala 239:1)

## Tuna socken
Det finns en känd fornborg i Tuna socken. Den ligger en kilometer sydväst om Tuna kyrka, är 70 × 40 meter stor och består av en ringvall, 40 meter i diameter, samt två yttre vallar, 35 respektive 15 meter långa. Vallarna är 1–2,5 meter breda och 0,2–0,8 meter höga och består av upp till meterstora stenar. De yttre vallarna bildar en halvcirkel, 20–25 meter i diameter, med en tolv meter bred öppning i nordväst. (Tuna 167:1). Utöver denna finns en cirka 25 meter stor, rund stenhägnad nära Djupedal. Vallen är 0,2–0,5 meter hög. Anläggningen ligger på ett flackt bergskrön utan naturliga begränsningar så den har antagligen fungerat som en fångstanläggning eller djurfålla snarare än som försvarsanläggning. (Tuna 155:1).

## Knutby socken
Det finns fem fornborgar i Knutby socken. En av dessa ligger strax väster om Nedre Harsjön vid Knutby. Den är 100 × 70 meter stor och belägen på krönet av en bergsrygg, som stupar i norr och väster. I öster och söder finns en stenvall, 70 meter lång, 1–4 meter bred och 0,5–1,8 meter hög, som är delvis kallmurad. (Knutby 62:1)
Vällnora fornborg ligger på ett bergskrön vid sjön Vällnoren. Borgen, som är ovanligt välbevarad, är 70 × 30 meter stor och avgränsas i väster av en lodrät bergvägg och åt övriga håll av en stenvall, 115 meter lång, 2–6 meter bred 1–3 meter hög, delvis kallmurad. Det finns två ingångar till borgen. (Knutby 103:1)
Några hundra meter söder om Vällnora fornborg ligger en annan borg. Den är 65 × 40 meter stor, belägen på krönet av en bergsrygg vid Norrsjöns västra strand. Den avgränsas i norr, nordväst, söder och sydost av strandvallar, sammanlagt 41 meter långa och 0,3–1 meter höga, av till stor del skarpkantade stenar. I nordost och sydväst finns lodräta bergväggar. I ostsydost finns två parallella stenvallar, 28 respektive 33 meter långa, belägna 14–19 meter från varandra och försedda med varsin meterbred ingång. Ut från dessa leder en 20 meter lång hålväg. (Knutby 102:1)
Cirka två kilometer om denna ligger Risbrobergets fornborg. Den är 150 × 100 meter och begränsas av stup och stenvallar. Vallarna är sammanlagt 70 meter långa. En av vallarna, den i sydväst, är hästskoformad. (Knutby 133:1)
Det finns också en fornborg, 130 × 120 meter stor, vid Burvik i sockens östra del. (Knutby 187:1)
Därutöver finns en 35 × 40 meter stor hägnad, belägen på ett bergskrön vid byn Kumla, cirka två kilometer norr om Knutby. Den saknar helt naturliga begränsningar som branter och stup och avgränsas endast av en ringmur, 150 meter lång, 2–4 meter bred och 0,4–0,6 meter hög. Den kan ha fungerat som en hägnad för djur. 20 meter sydost om hägnaden finns en stensättning. (Knutby 39:1)

## Rasbo socken
Storbacken är en av två fornborgar i Rasbo socken. Borgen ligger vid den numera utdikade Ovansjön cirka fyra kilometer öster om Gåvsta. Den är 85 × 85 meter stor och begränsas av branta och blockrika sluttningar i sydväst, väster och nordost och omges av en oval ringmur, 75 × 40 meter, 2–4 meter bred och 0,3–0,8 meter hög. Det finns en fem meter bred ingång i öster och en numera inrasad ingång i sydost. I borgens västra del finns en terrasserad kvadratisk anläggning med kallmurning. (Rasbo 454:1). Socknens andra fornborg ligger några hundra meter öster om Rasbo kyrka. Borgen är 150 × 90 meter stor och begränsas av mer eller mindre branta sluttningar, som försetts med stenvallar. I mitten runt krönpartiet löper en rund stenvall, 50–55 meter i diameter, 1–3,5 meter bred och 0,3–0,7 meter hög, och innanför denna ytterligare två vallar, 75 respektive 150 meter långa, 2–3 meter breda och 0,4–0,7 meter höga. (Rasbo 490:1)
Håga fornborg

## Skogs-Tibble socken
Det finns två fornborgar i Skogs-Tibble socken. Skansberget, Vikingaborgen eller Borgberget ligger på en bergrygg vid Ribbingebäck. Den är 250 × 225 meter stor och omgärdas på tre sidor av en stenmur, 1,5–2,5 meter bred och 0,3–0,6 meter hög, och av ett brant stup på en sida. Det finns också en mindre stenmur i nordnordsväst. (Skogs-Tibble 72:1). Den andra ligger några hundra meter öster om Skogs-Tibble kyrka. Den är cirka 50 × 50 meter stor, belägen på ett sluttande berg, och omgärdas av dubbla stenvallar och ett stup. Båda murarna är cirka 130 meter långa och 0,4–0,8 meter höga och löper vanligtvis på 2–4 meters avstånd från varandra. Det finns flera ingångar till borgen.(Skogs-Tibble 31:1)

## Funbo socken
Det finns inte mindre än åtta kända fornborgar i Funbo socken. Två av dem (Funbo 65:1 och Funbo 191:1) ligger bredvid varandra vid Funbosjöns västra strand, cirka två kilometer norr om Gunsta. Den förstnämnda är 115 × 100 meter stor och belägen på krönet av en 5–7 meter hög bergshöjd som sluttar i väster och nordväst. I norr, väster och söder löper en stenmur, 175 meter lång, 2–5 meter bred och 0,3–0,5 meter hög. I den norra delen, utanför själva borgen, löper en annan, cirka 50 meter lång, mur. Cirka 50 meter väster om borgen finns den andra fornborgen, nr 191, och de båda sammanbinds av en naturlig ansamling av sten. Den andra borgen är 100 × 80 meter stor och omgärdas av en 200 meter lång, 5–6 meter bred och 0,40–0,70 meter hög stenmur. Nordost om muren löper en 30 meter lång yttre mur. En tredje borg (Funbo 227:1) ligger strax nordost om dessa, alldeles vid strandkanten. Den är cirka 50 meter i diameter och belägen på ett krön i skogen. Den omgärdas av en enkel stensträng, och det är tveksamt om det är en fornborg. Kan kanske vara en kult- eller ceremoniplats.
Cirka två kilometer sydost om dessa borgar, strax norr om Kärrtorp, ligger en annan fornborg. Den är relativ liten, bara 75 × 50 meter stor, och belägen på en moränrygg med berg i dagen. Den omgärdas av en stenmur, sammanlagt 175 meter lång och 1–1,5 meter bred, bestående av 0,3–0,4 meter stora stenar och enstaka 1–3 meter höga flyttblock. I borgens nordöstra del del ligger en rund stensättning, 6 meter i diameter och 0,4 meter hög. (Funbo 116:1)
Cirka en kilometer sydost om nr 116, i Bred, ligger ytterligare en borg. Den är 70 × 50 meter stor belägen på krönpartiet av en flack moränhöjd utan naturliga begränsningar och omgärdas av omväxlande stenmur, röse och stensträng, sammanlagt 190 meter lång. Den består av stora och små stenar samt enstaka flyttblock. I norra delen finns något som skulle kunna vara en förborg, cirka 40–50 meter stor och begränsad av en stensträng. En stor del av stenansamlingarna förefaller vara naturliga. (Funbo 139:1)
Cirka två kilometer söder om nr 139, på en udde i sjön Trehörningen och mittemot Hovgården, ligger Borgberget. Borgen är 150 × 100 meter stor och belägen på krönpartiet av ett berg. Den begränsas av branta stup i norr, öster och söder och av en stenmur i väster, där borgberget stupar mindre brant. Muren är cirka 80 meter lång, 2–3 meter bred och 0,3–0,5 meter hög. I nordväst, alldeles utanför borgen, finns en 75 × 75 meter stor förborg, begränsad av otydliga spärrmurar. (Funbo 140:1). I sjöns södra del finns murliknande lämningar, som skulle kunna vara rester av en fornborg. Den består av en cirka 25 meter lång, 3–6 meter bred och 0,2–0,6 meter hög stenmur som ansluter till en naturlig bergsklack samt flera kortare murpartier norr om denna. I öster finns ett stup ner mot sjön men i övrigt saknas naturliga begränsningar. (Funbo 150:1)
En annan fornborg ligger i Skansen/Locksta, strax nordväst om Gunsta längs Uppsala-Länna Järnväg. Den är belägen på krönet av ett berg, som stupar brant åt alla håll utom åt norr. Där löper en 25 meter lång, 1,5–2 meter bred och 0,2–0,5 meter hög stenmur. (Funbo 160:1)

## Danmarks socken
Den enda fornborgen i Danmarks socken ligger på krönpartiet av en moränbergrygg cirka tre kilometer öster om Uppsala längs Länsväg 282 mot Almunge. Borgen är 300 × 110 meter stor och begränsas av en rad stenmurar. Den saknar i stort sett helt naturliga avgränsningar, vilket har kompenserats med ett invecklat system av murar och spärrmurar som delvis ansluter till befintliga stenblock. Murarna kring själva borgberget är 400 meter långa och spärrmurarna är sammanlagt 430 meter långa. De är 0,8–2 meter breda och 0,4–0,9 meter höga och består av 0,3–1,2 meter stora stenar. Det finns en ingång i norr. Borgen har troligen fungerat som en försvarsanläggning. (Danmark 17:1)

## Bälinge socken
Det finns en känd fornborg i Bälinge socken. Den ligger på krönpartiet av en skogbeväxt rullstensås öster om Björklingeån och gamla E4 i höjd med Högsta. Den är 340 × 150 meter stor och i norr, öster och söder begränsad av en vallgrav, 1,5–3 meter bred och 0,3–0,6 meter djup. Innanför vallgraven finns en stenvall, 1,5–2 meter bred och 0,2–0,4 meter hög, av grus och enstaka stenar. Genom vallen och mot det intilliggande gravfältet i norr går en gammal väg, som fram till 1600-talet var huvudvägen till Norrland. Anläggningen, som ligger på gränsen mellan tre socknar, kan ha fungerat som tullstation. Direkt norr om anläggningen ligger ett gravfält från äldre järnåldern, Dragbygravfältet. (Bälinge 1:2)

## Jumkils socken
Skansberget eller Börjesborgs skans ligger cirka 3,5 kilometer nordväst om Jumkils kyrka i Jumkils socken. Den är 380 × 270 meter stor och belägen på krönpartier, avsatser och sluttningar av en moränhöjd, 60 meter över havet. Den begränsas av stup i sydväst (delvis anslutet till ett klapperstensfält), av svaga sluttningar mot sankmark i öster och norr och av en numera raserad stenvall i väster. Stenvallen är cirka 275 meter lång, 1,5–3,5 meter bred och 0,3–0,5 meter hög. Antagligen har muren varit längre men bortschaktats vid anläggandet av den närbelägna skogsbilvägen. Längs krönkanten i söder och sydväst löper ytterligare vallar, 100 respektive 125 meter långa, 1,0–1,5 meter breda och 0,1–0,3 meter höga. Det går att ta sig till fornborgen till fots längs vandringsleden Linnéstigen. Carl von Linné tog sina studenter hit på exkursion, men det är oklart om Skansberget besöktes. (Jumkil 72:1)
I en annan del av Jumkils socken, cirka en kilometer sydväst om kyrkan, finns flera stensträngar på en moränås. Tidigare bedömdes de vara rester från en osäker fornborg, men det rör sig sannolikt om hägnadsmurar. (Jumkil 39:1)

## Uppsala socken
Sunnersta fornborg ligger på Sunnerstaåsen strax söder om Uppsala. Borgen var cirka 240 × 100 meter stor och begränsades runt om av dubbla stenvallar, som numera i stort sett helt schaktats bort. Genom borgen går en gammal väg {av hålvägskaraktär}, i ungefär nord–sydlig riktning. Endast i nordost finns en del rester av murarna bevarade. Den kan ha fungerat som en vägtullstation. Några hundra meter från borgen finns stensträngar. Fornborgen är daterad till sen romersk järnålder. (Uppsala 411:1).

## Lena socken

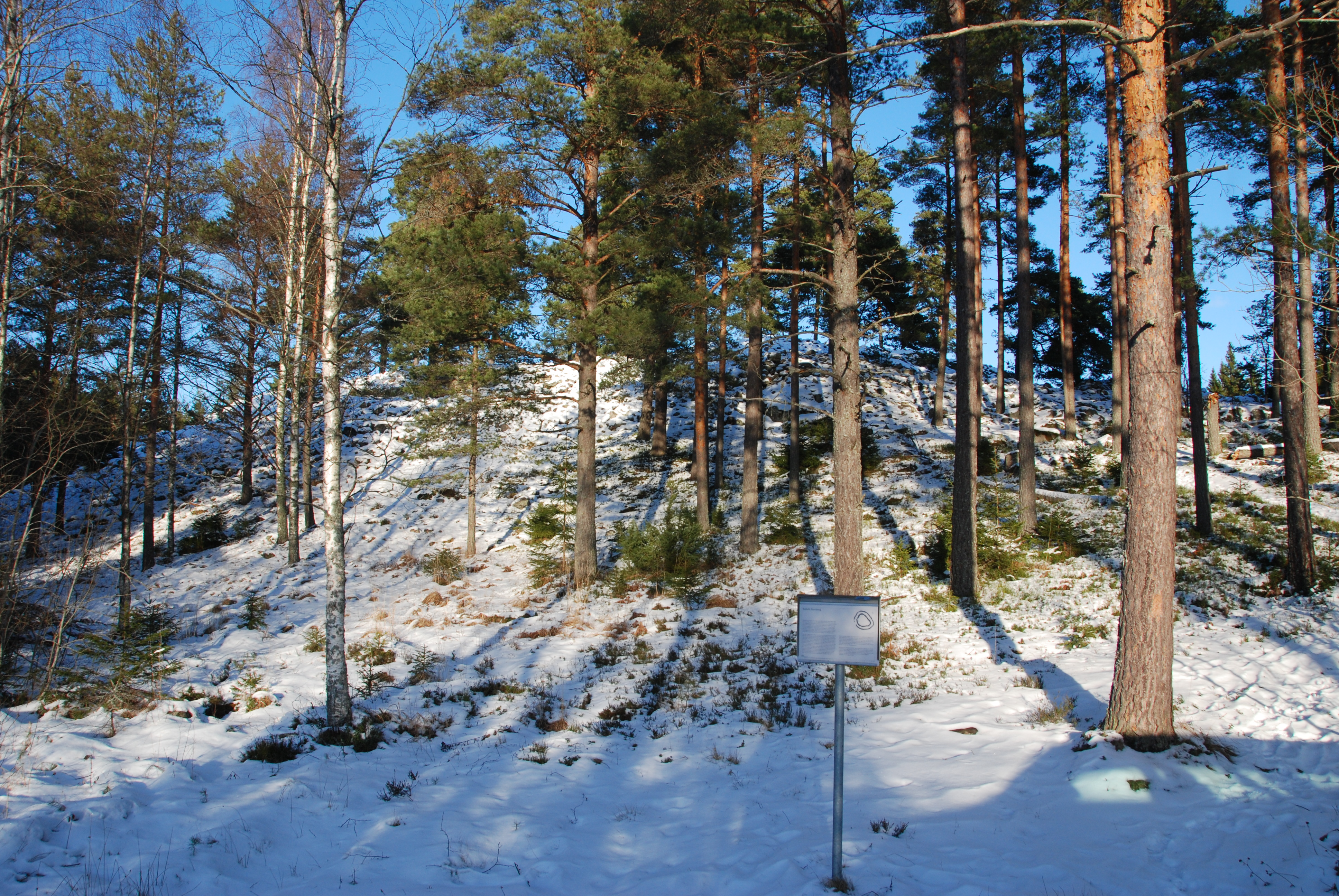
Salsta borg, Uppland.

Salsta borg, eller Salstaborg, ligger i Lena socken. Den är 110 × 95 meter stor och belägen på en brant bergklack av urberg strax norr om avfarten till Salsta slott. Borgen, som antagligen var en försvarsanläggning, har dubbla ringmurar. Den inre muren är 75 × 50 meter stor, 5–6 meter bred och 1,5–1,5 meter hög, med en meter hög kallmurning och en ingång i norr. Den yttre muren ligger 5–10 meter från den inre och är 95 × 80 meter stor, 4–5 meter bred och upp till tre meter hög, även denna med kallmurning (upp till 1,5 meter) och en ingång (numera inrasad) i söder. Längs murens krön finns gropar, 1–2 meter diameter och 0,5–1 meter djupa, som antagligen varit en del av den ursprungliga konstruktionen. I den östra delen finns dessutom rester av en rund mur, nio meter i diameter, en meter bred och upp till 0,3 meter hög. Borgens utseende och läge – höga och relativt smala vallar, ingångar via krök – gör det sannolikt att den uppfördes under yngre romersk järnålder eller folkvandringstiden.(Lena 12:1)
Det finns en till fornborg i socknen, den så kallade Tingshusbacken, som ligger cirka två kilometer väster om Salstaborg. Den är 100 × 80 meter stor och belägen på krönet av en hög rullstensås med Vattholmaån i väster och numera utdikade sankmarker i öster. I nordnordost finns en svagt bågformig stenmur, 61 meter lång, 5–6 meter bred och 0,3–0,5 meter hög, med en ingång i mitten. I sydsydväst finns en annan stenmur, 30 meter lång, 4–6 meter bred och 0,2–0,4 meter hög. Båda murarna löper tvärs mot åsens färdriktning medan det saknas murar utmed de branta sidorna. Enligt lokal tradition har anläggningen använts som tingsplats, därav namnet. (Lena 1:1)

## Almunge socken
Det finns fem fornborgar i Almunge socken. En ligger strax sydväst om Almunge, nära Långsjön och Fladån. Borgen är 70 × 45 meter stor och belägen på krönet av en bergshöjd, 35 meter över havet. Den begränsas i norr och öster av stup och i söder av ett brant men lågt stup samt i dubbla stenvallar. Den inre vallen är 30 meter lång, 1–1,5 meter bred och 0,3–0,4 meter hög, medan den yttre vallen är 35 meter lång, 1,5–2 meter bred och 0,7–1 meter hög. I väster finns två korta murar, 8 respektive 10 meter långa, 0,4–0,7 meter breda och 0,3–0,6 meter höga. Det finns en två meter bred ingång i söder. (Almunge 5:1).
Socknens största fornborg ligger i Uls-väsby cirka tre kilometer söder om Länna. Den är 160 × 110 meter stor, belägen på krönet av en bergshöjd, 30 meter över havet. Berget stupar brant åt alla håll Borgen omgärdas av en ringmur och två yttre stenvallar. Den inre vallen är 130 × 75 meter stor, 1–5 meter bred och 0,2–0,8 meter hög. I vallens norra del finns ett röse som är nio meter i diameter och 0,5 meter högt med en grop i mitten. De yttre vallarna är 40 respektive 60 meter långa. Det finns tre ingångar i de yttre vallarna och två i den inre. (Almunge 30:1)
Norr om denna fornborg, i Byttbol cirka en halv kilometer söder om Länna, finns en annan borg. Den är 80 × 50 meter stor, belägen på krönet av en bergshöjd 20 meter över havet och begränsad av branta stup i söder, öster och väster. I söder finns en numera övertorvad stenvall, 23 meter lång, 1–2 meter bred och 0,2–0,4 meter hög. I en bergssvacka i öster finns en stenmur, 8 meter lång, upp till 2,5 meter bred och 0,2–0,5 meter hög. I norr finns en till mur, 17 meter lång, 2–3 meter bred och 0,2–0,4 meter hög. Det finns en ingång i den norra muren. (Almunge 97:1)
En annan fornborg ligger inte långt därifrån, öster om Lötsjön i höjd med Lännalöt vid den mellersta delen av sjön. Den är 125 × 100 meter stor och belägen på krönet och sluttningarna av en bergshöjd. Borgen består av en 170 meter lång inre stenvall som nästan helt omsluter bergskrönet, förutom utmed en 50 meter lång sträcka i sydväst, där berget stupar brant i sjön. Vallen är 3–6 meter bred och 0,2–1,0 meter hög. Utanför denna vall i söder och sydost löper en yttre vall, 2–4 meter bred och 0,3–0,6 meter hög. Vallarna tycks bestå av en rad runda rösen bredvid varandra. (Almunge 259:1)
Persborg ligger vid sjön Kärvens nordvästra hörn, cirka fem kilometer nordost om Almunge. Borgen är 130 × 80 meter stor och belägen på en bergshöjd. Den begränsas av stup och branter i väster, norr och nordost och av sten vallar längs sluttningarna i söder, öster och sydost. Vallarna är totalt cirka 70 meter långa, 0,5–1,5 meter breda och 0,3–0,6 meter höga av 0,3–0,7 meter stora stenar samt enstaka större block. Båda vallarna är utrasade. (Almunge 110:1)

## Faringe socken
Det finns en känd fornborg i Faringe socken. Den är belägen på en låg bergplatå vid byn Solvalla invid Riksväg 273, cirka 7 kilometer norr om Almunge. Borgen är 140 × 100 meter stor och begränsas av stup i öster och branta sluttningar i söder och väster. Runt anläggningen löper dubbla stenvallar, 90 respektive 150 meter långa, 2–5 meter breda och 0,2–0,6 meter höga. Dessutom finns ytterligare en liten stenvall i borgens södra del. In till borgen leder tre breda ingångar. (Faringe 81:1).

## Skuttunge socken
Källberget är den enda kända fornborgen i Skuttunge socken. Borgen ligger cirka 1,5 kilometer norr om Bälinge. Den är 65 × 45 meter stor och begränsas av branta och blockrika sluttningar. En yta på 30 × 15 meter av bergsplatån är omgärdad av en stenvall. (Skuttunge 272:1)

## Stavby socken
Det finns två fornborgar i Stavby socken. Den ena ligger vid Gamla Gränome hembygdsgård. Anläggningen är 75 × 65 meter stor och belägen på en mindre moränhöjd. Den omgärdas av en otydlig ringmur, 75 × 65 meter lång, 0,5–2 meter bred och 0,2–0,8 meter hög. Det finns tre ingångar. På sluttningen och innanför ringmuren ligger ett gravfält och man kan anta att det rör sig om en gravhägnad. (Stavby 79:1. Den andra, som kallas Backen, ligger invid Riksväg 288 i höjd med Jönninge. Den är belägen på en låg moränhöjd med svagt sluttande sidor och består av en ringvall, 120 meter lång, 1–2,5 meter bred och 0,5–1 meter hög samt en kortare jordvall. I närheten finns ett gravfält. (Stavby 111:1)

## Uppsala-Näs socken
Predikstolen ligger i den nordöstra delen av Uppsala-Näs socken, i närheten av Gottsunda. Den består av en 4,5 hektar stor "huvudborg" och en 1,5 hektar stor "annexborg", som ligger på två höjder invid varandra, och är därmed en av Upplands största fornborgar.
Själva borgberget är 400 × 250 meter stort och begränsas av svaga branter i väster och nordväst, av något kraftigare branter i norr och nordost samt betydande branter i öster. I söder och sydost finns en markant förkastningsbrant, 2–10 meter höga, med de högsta partierna i sydost. Klippavsatsen i denna del kallas tack vare sitt utseende för ”Predikstolen”. Borgen utgjorde gräns mellan Mälaren i söder och större jordbruksmarker i norr och nordväst och omges av lersprickdalar som avvattnats av Hågaån i nordväst, norr, nordost och öster. Cirka 50 meter söder om bäckravinen finns moränhöjden där "annexborgen" är belägen.
Anläggningen, som är en av de bäst undersökta i landet, antas ha anlagts under mellersta Bronsåldern, cirka 1300 f.Kr, och ligger i ett område rikt på bronsåldersfynd, bl.a. boplatser, depåfynd, hällristningar och en gravhägnad. 3 km norr om borgen ligger Hågahögen och det bronsålderstida kulthus som går under namnet Kung Björns kyrka och arkeologerna antar att de har samband med varandra.

## Vänge socken
Det finns två fornborgar i Vänge socken. Den ena, 100 × 80 meter stor, ligger strax norr om Fibysjön och Fiby urskog och består av en 200 meter lång ringmur. Muren är 1–2,5 meter bred och 0,2–0,4 meter hög. I söder och sydväst finns ett 7 meter högt stup. (Vänge 200:1). Den andra borgen, Borganäs, ligger vid Långtibble. Den är 70 × 60 meter stor och består av dubbla ringvallar, 25 respektive 45 meter i diameter samt 80 respektive 150 meter långa. Vidare är de 1,5–3 meter breda och 0,3–1,0 meter höga. (Vänge 210:1).

## Ärentuna socken
Det finns en fornborg i Ärentuna socken. Den ligger strax norr om Fjuckby och består av ett plant tun, 20 meter i diameter, omgärdat av en stenmur. Muren är 4–6 meter bred och 0,3–0,4 meter hög och består till viss del av större block. I sydväst finns en 0,85 meter hög rest sten och i nordnordväst finns en två meter bred ingång. (Ärentuna 272:1).

## Ålands socken
Det finns inte mindre än fem fornborgar i Ålands socken. En 115 × 90 meter stor anläggning ligger på ett högt bergskrön drygt en kilometer väster om Fiby urskog. Den omgärdas av en 300 meter lång, 2–4 meter bred och 0,5–1 meter hög stenmur. Inne i borgområdet finns en stenfri yta som kan innehålla rester av en husgrund.(Åland 4:1).
Drygt norr om denna ligger Skansberget. Denna borg är 180 × 60-100 meter stor och består av två stenmurar. Muren i sydväst är 100 meter lång, 1–3 meter bred och 0,2–0,8 meter hög och delvis försedd med kallmur. Den norra muren är 18 meter lång, 0,8–1,5 meter bred och 0,3–0,4 meter hög. Man kan ta sig in i borgen genom en 15 meter bred bergsklyfta i nordväst. (Åland 22:1)
En annan borg ligger vid Köla, inte långt från Ålands kyrka. Borgen är 150 × 70 meter stor och består av dubbla stenmurar i norr och nordväst. Den yttre muren är 60 meter lång, 1,2 meter bred och 0,2-.04 meter hög, den inre är 85 meter lång, 2–4 meter bred och 0,3–0,7 meter hög. I din inre muren finns en 1,5 meter bred ingång. (Åland 8:1)

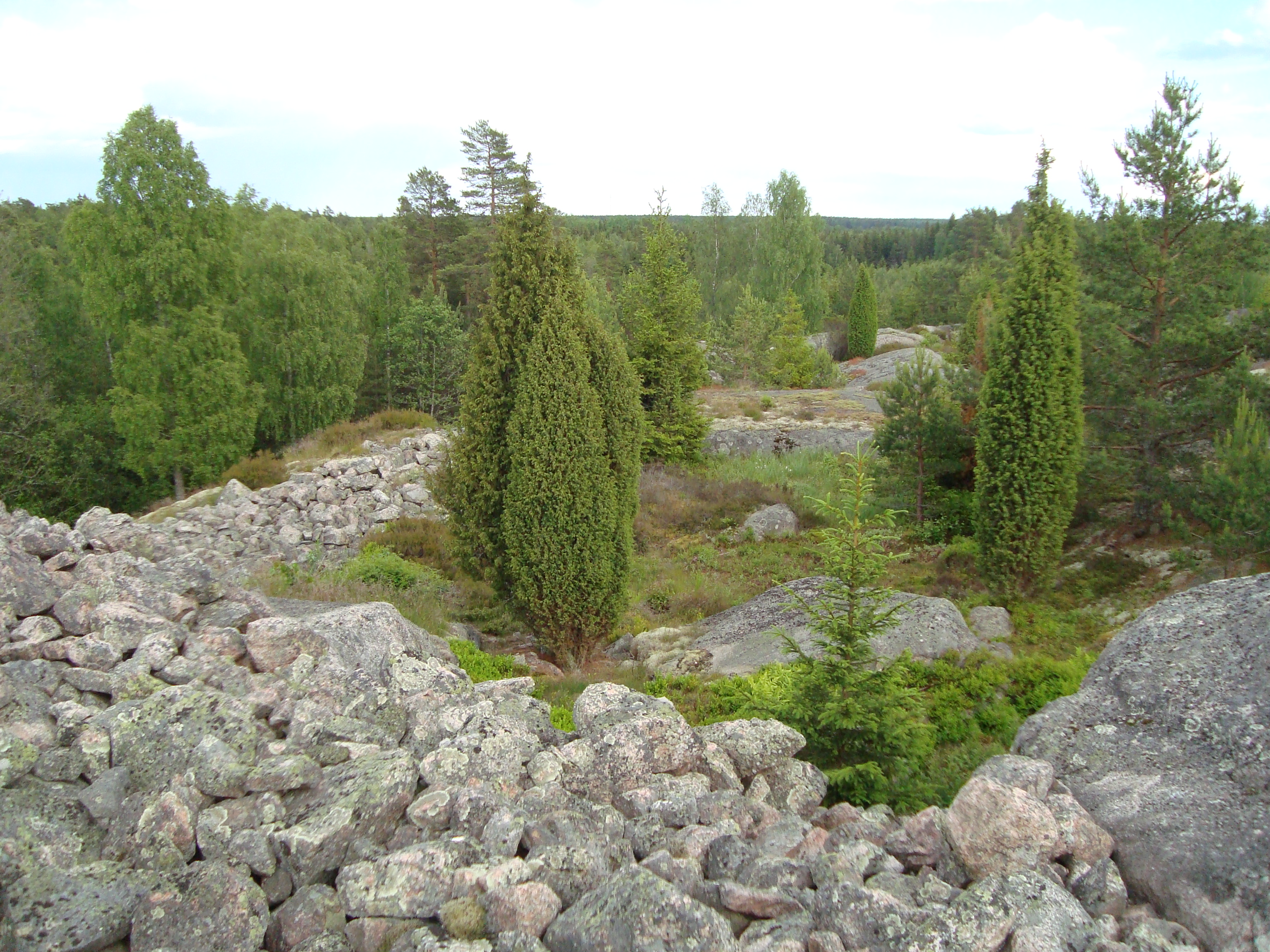
Västerby fornborg

Drygt en kilometer söder om denna finns ytterligare en fornborg, Västerby fornborg eller Borgberget (Åland 10:1), 125 × 80 meter stor och belägen på ett högt berg som stupar brant i öster, söder och väster. I nordost, norr och väster finns flera stenmurar med en sammanlagd längd om 225 meter. I den norra delen finns dubbla murar. Borgen är ovanligt välbevarad och av kraftiga dimensioner så det råder knappast någon tvekan om att den fungerat som en försvarsanläggning.
Bara några hundra meter väster om Borgberget finns en 75 × 50 meter stor anläggning. Den är belägen på en hög och brant bergshöjd med god utsikt åt nordost. Längs krönkanterna löper flera stenmurar och det finns också en inre mur ( Åland 21:1)